# Hubert van Lith
Hubertus Cornelis Maria van Lith (Amsterdam, 9 januari 1908 – aldaar, 14 november 1977) was een Nederlands beeldhouwer en medailleur.

## Leven en werk
Van Lith volgde opleidingen aan het Rijksinstituut tot Opleiding van Tekenleraren en de Rijksakademie van beeldende kunsten in Amsterdam. Hij had les van onder anderen Johannes Hendricus Jurres en Jan Bronner. Hij trouwde met de Alkmaarse kunstschilderes Petronella Johanna Maria (Nel) Kluitman (1906-1990). Zij kregen twee kinderen, onder wie de latere beeldhouwster Nel van Lith. Hij woonde enige tijd in Blaricum. Hij had zijn atelier in de Galerij van het Paleis voor Volksvlijt in Amsterdam. Na scheiding hertrouwde hij in 1945 met Anje Mol (1901-1987), die aan de Kuinderstraat 3 3e etage in Amsterdam zuid woonde. Zij kregen een dochter. In 1937 woonde collega-beeldhouwer Hans Reicher, gevlucht uit Duitsland, enige tijd op dat adres op zolder. Zowel in de Galerij als op het adres in de Kuinderstaat woonden onderduikers. Van Lith trouwde voor de derde maal met Henriëtte Joosten, met haar kreeg hij twee kinderen. Zij woonden vanaf 1960 in Edam.
Van Lith maakte figuratief werk. Na de Tweede Wereldoorlog maakte hij meerdere verzetsmonumenten. Hij was aangesloten bij De Onafhankelijken, Arti et Amicitiae, de Pulchri Studio en de Nederlandse Kring van Beeldhouwers. In 1931 won hij de Prix de Florence en in 1960 de gouden Arti-medaille.

## Werken (selectie)
- 1932/33 Vrouwelijk naakt, Vierwindstrekenbrug, Amsterdam-West
- 1947 Verzetsmonument, Singel, Wijk bij Duurstede
- 1949 Monument voor de gevallenen, Catharijnehof, Brielle
- 1950 Moeder, Provinciale weg N217, Heinenoord
- 1951 Ongebroken, Hoofdweg, Nieuw-Beerta
- 1957 Panta Rhei[1], Kastanjelaan, Eindhoven
- 1961 De vrijheid herkregen, Larixlaan, Monster
- 1962 Drie Kleine Kleutertjes , Appellaan/Notenlaan, Amstelveen
- 1965 Ongebroken verzet, Westersingel, Rotterdam
- 1967 De tochtgenoten, Oorgat, Edam
- 1976 Het Bruidspaar, Sint Lucasparochie, Osdorp
- 1977 De Pionier, Breestraat, Marknesse[2]

## Galerij

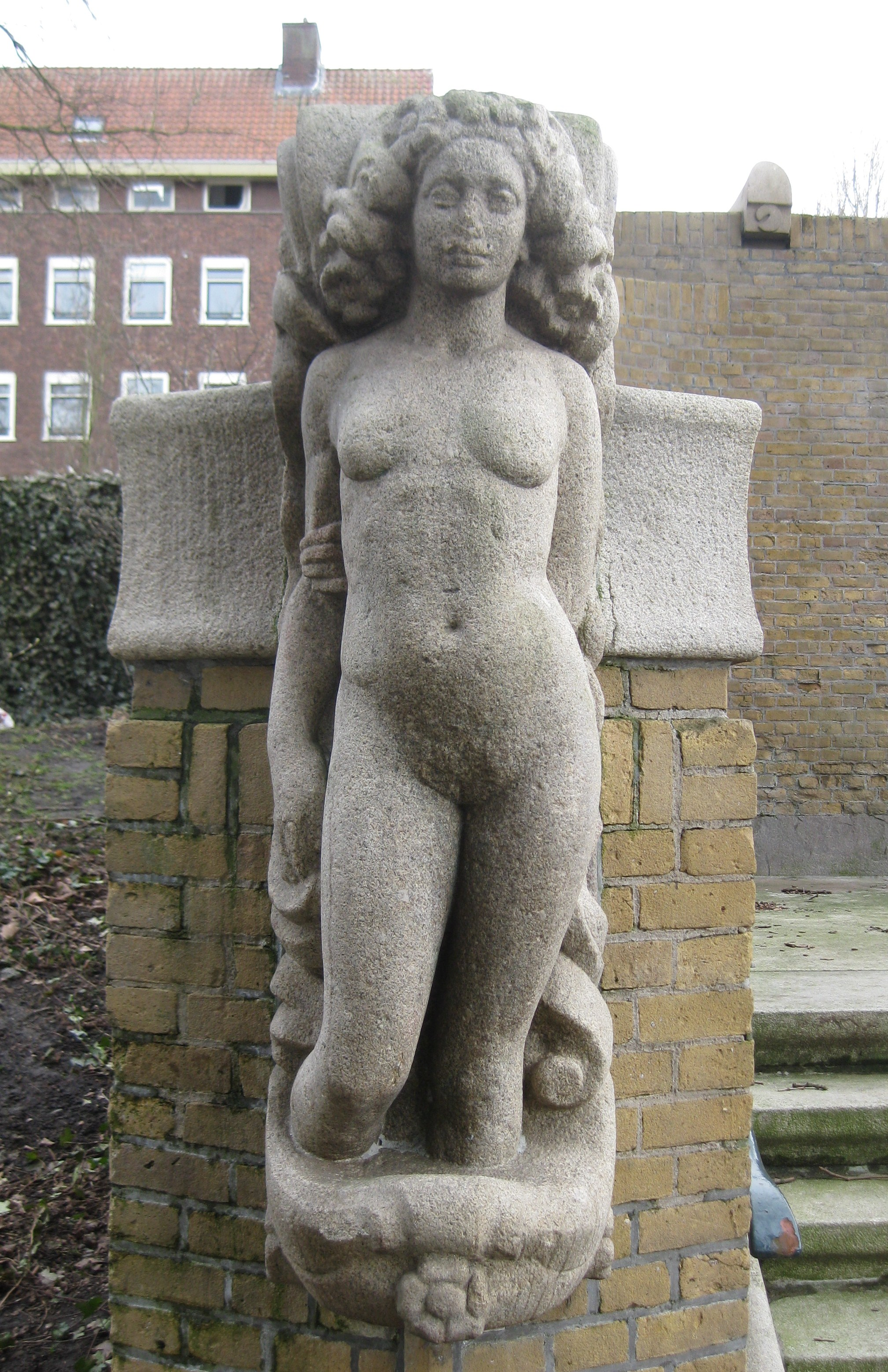
Vierwindstrekenbrug
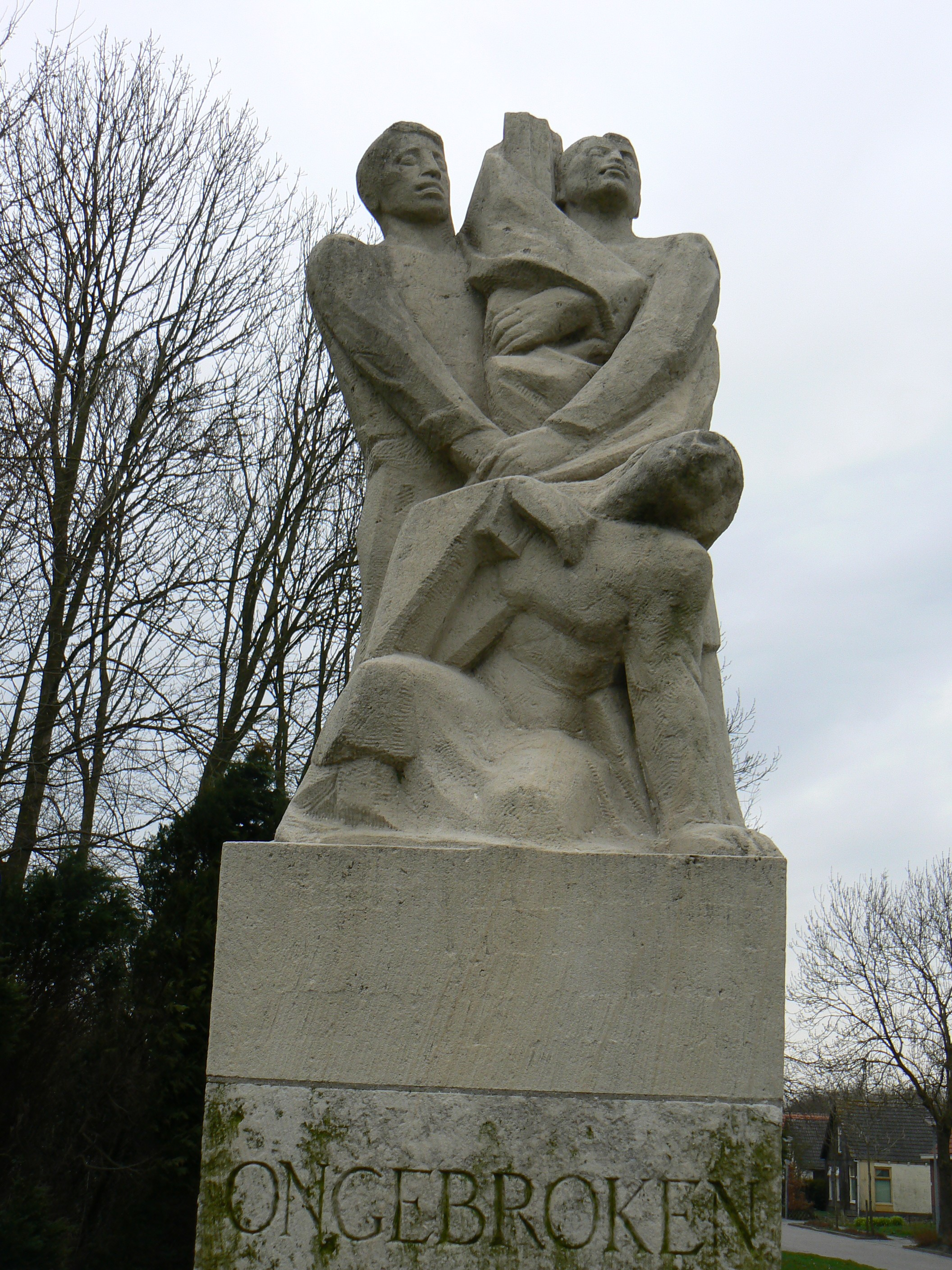
Ongebroken
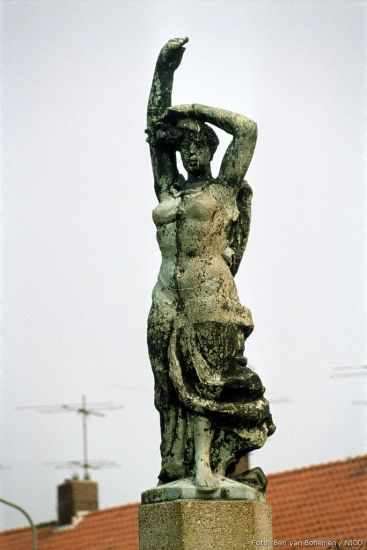
De vrijheid herkregen
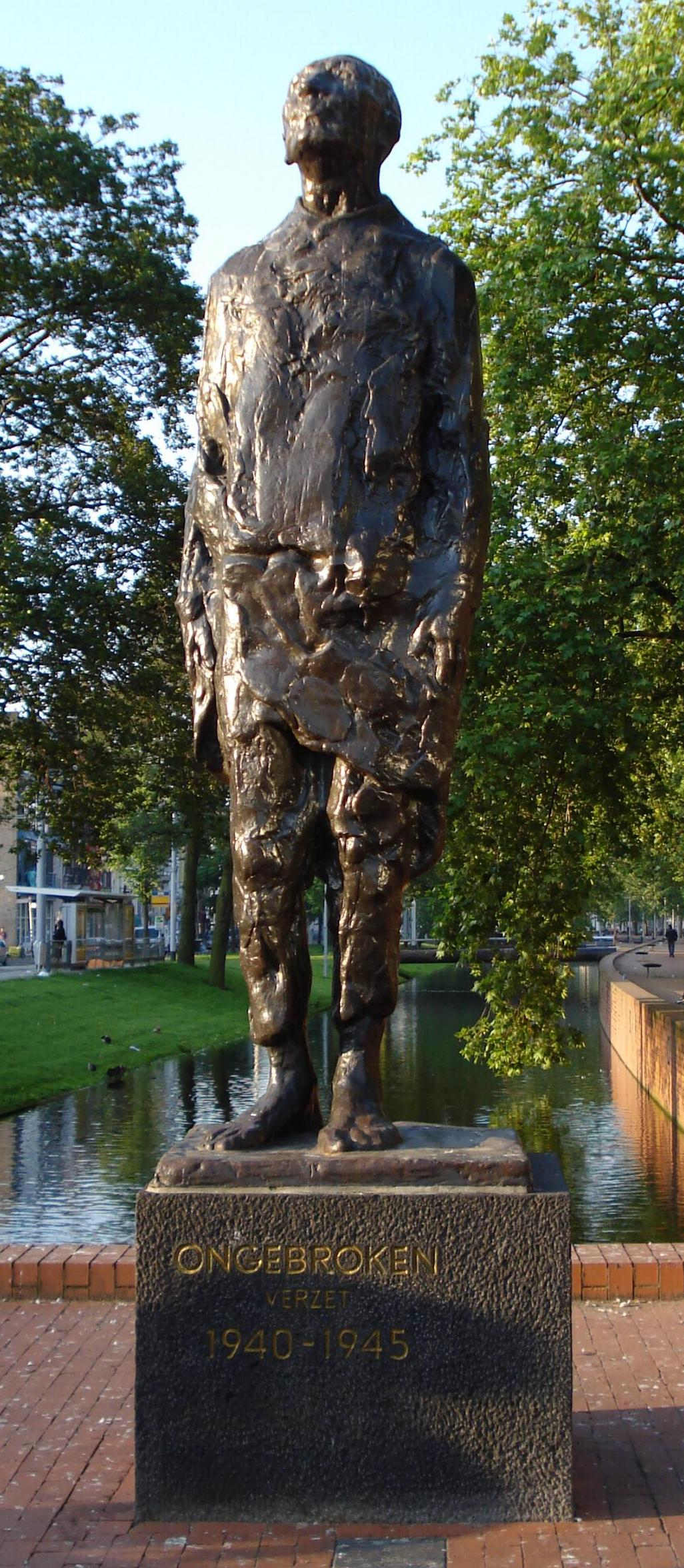
Ongebroken verzet
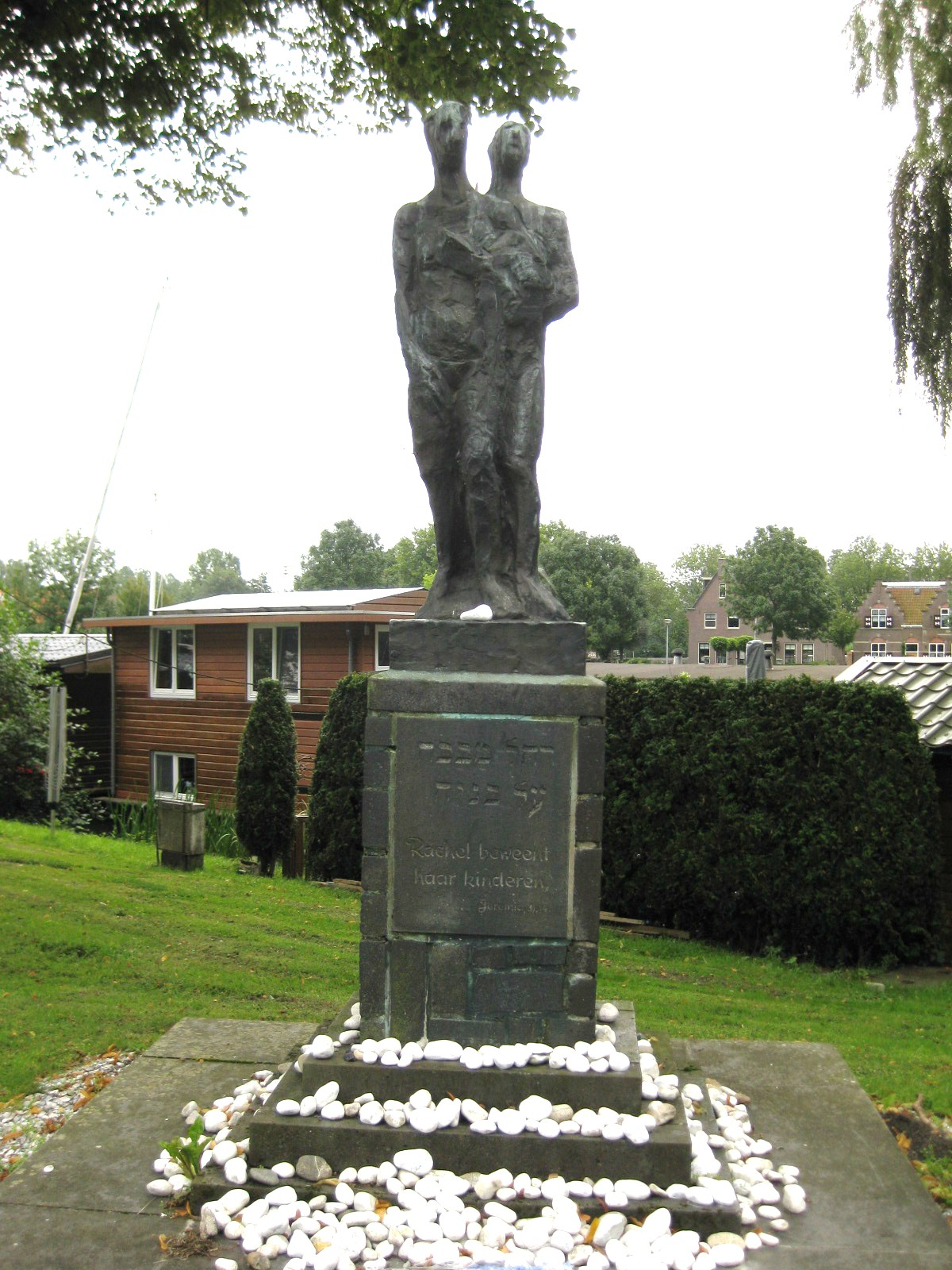
De tochtgenoten
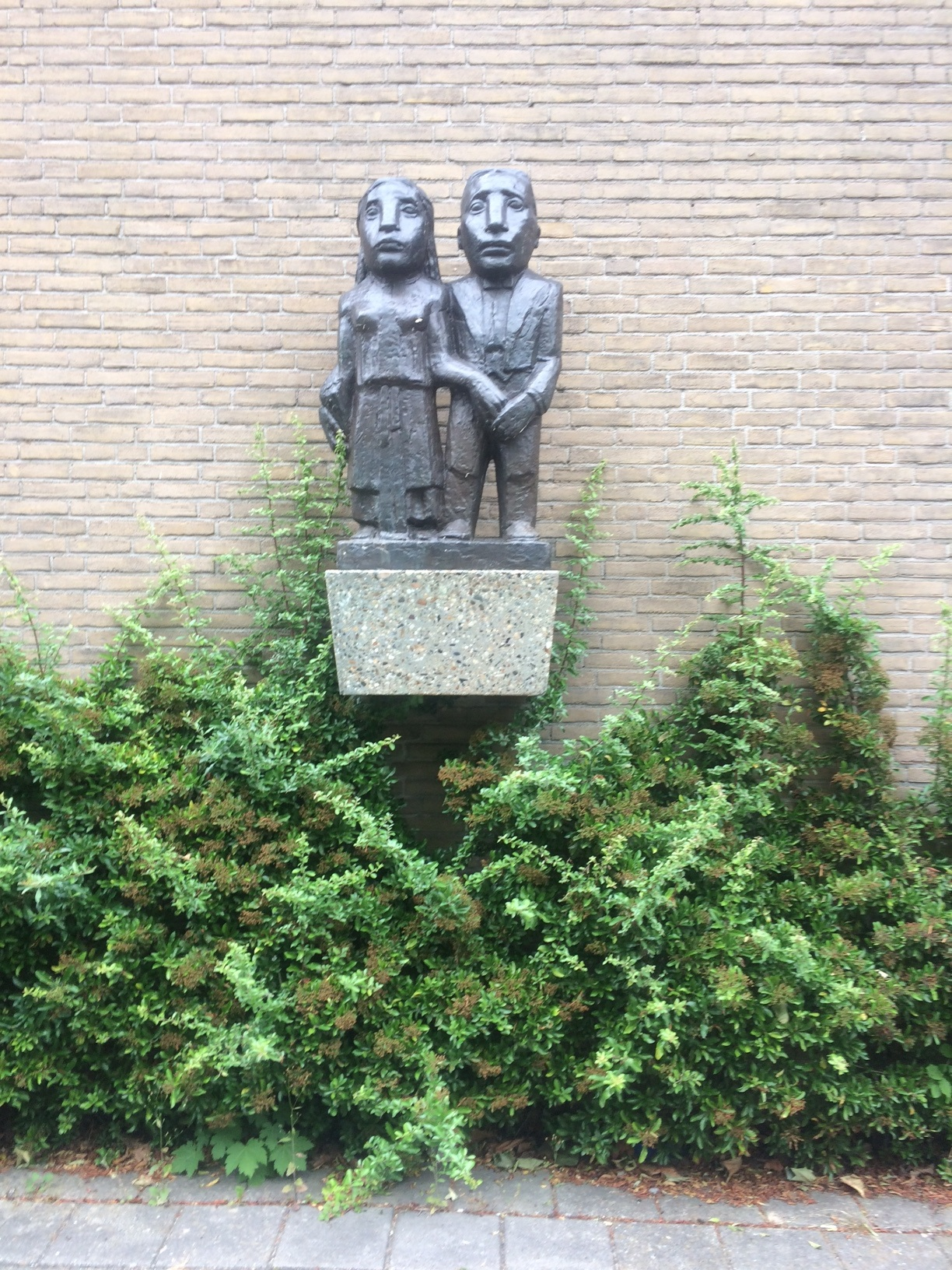
Het Bruidspaar

- Biografisch Portaal: 17456329
- Gemeinsame Normdatei: 174320833
- RKD-Nederlands Instituut voor Kunstgeschiedenis: 50400
- Virtual International Authority File: 196370347
- WorldCat: E39PBJqKbgqtdMt3dFM3wQq4v3